# Amazon Kinesis
Amazon Kinesis — хмарний сервіс для обробки великої кількості розподілених потоків даних в режимі реального часу. Сервіс входить в інфраструктуру Amazon Web Services. Дозволяє розробникам витягувати будь-яку кількість даних з будь-якої кількості джерел, збільшуючи або зменшуючи кількість джерел при необхідності. Він має деяку схожість по функціоналу з Apache Kafka.
- Kinesis Firehose — сервіс, що постачає потокові дані в Amazon S3, Amazon ES, або Amazon Redshift[2]
- Kinesis Streams
- Kinesis Analytics

## Зноски
1. ↑  Amazon Kinesis. Amazon Web Services. Архів оригіналу за 9 липня 2015. Процитовано 9 липня 2015.
2. ↑  Архівована копія. Архів оригіналу за 8 листопада 2017. Процитовано 8 листопада 2017.{{cite web}}:  Обслуговування CS1: Сторінки з текстом «archived copy» як значення параметру title (посилання)